# Зелених Катерина Дмитрівна
Катерина Дмитрівна Зелених (нар. 31 січня 2001) — українська та румунська борчиня вільного стилю, призерка чемпіонатів світу та Європи серед молоді та юніорів.

## Спортивні результати на міжнародних змаганнях

### Виступи на чемпіонатах Європи
| Змагання                         | Збірна  | Вагова категорія       | Місце  |
| -------------------------------- | ------- | ---------------------- | ------ |
| Чемпіонат Європи з боротьби 2021 | Україна | жіноча боротьба, 59 кг | 10     |
| Чемпіонат Європи з боротьби 2024 | Румунія | жіноча боротьба, 65 кг | Срібло |

### Виступи на Кубках світу
| Змагання                    | Збірна  | Вагова категорія | Місце  |
| --------------------------- | ------- | ---------------- | ------ |
| Кубок світу з боротьби 2022 | Україна | команда          | Золото |

### Виступи на інших змаганнях
| Змагання                                     | Збірна  | Вагова категорія          | Місце  |
| -------------------------------------------- | ------- | ------------------------- | ------ |
| Київський Міжнародний турнір з боротьби 2019 | Україна | жіноча боротьба, до 59 кг | 4      |
| Національний кубок України з боротьби 2020   | Україна | жіноча боротьба, до 59 кг | Золото |
| Кубок світу з боротьби 2020                  | Україна | жіноча боротьба, до 59 кг | Бронза |
| Київський Міжнародний турнір з боротьби 2021 | Україна | жіноча боротьба, до 59 кг | Золото |
| Міжнародний турнір Маттео Пелліцоне 2022     | Україна | жіноча боротьба, до 65 кг | 4      |
| Відкритий чемпіонат Польщі з боротьби 2022   | Україна | жіноча боротьба, до 65 кг | Бронза |

### Виступи на змаганнях молодших вікових груп
| Змагання                                       | Збірна  | Вагова категорія          | Місце  |
| ---------------------------------------------- | ------- | ------------------------- | ------ |
| Чемпіонат Європи з боротьби серед юніорів 2019 | Україна | жіноча боротьба, до 62 кг | Бронза |
| Чемпіонат світу з боротьби серед юніорів 2019  | Україна | жіноча боротьба, до 59 кг | Бронза |
| Чемпіонат Європи з боротьби серед молоді 2021  | Україна | жіноча боротьба, до 65 кг | Срібло |
| Чемпіонат Європи з боротьби серед юніорів 2021 | Україна | жіноча боротьба, до 62 кг | Срібло |
| Чемпіонат світу з боротьби серед молоді 2021   | Україна | жіноча боротьба, до 62 кг | Срібло |
| Чемпіонат світу з боротьби серед молоді 2022   | Україна | жіноча боротьба, до 65 кг | Бронза |